# Elwood (Indiana)
Elwood – miasto w Stanach Zjednoczonych, w stanie Indiana, w hrabstwie Madison.